# 百戏
百戏是中國古代一種大型的综合性艺术表演形式，百戲中包括杂技、魔术、武术、滑稽、音乐、民间舞蹈等節目。百戏中的音乐多为民间俗乐。一般伴奏乐队有四人或三人。

## 歷史
先秦时期所流行的奇技和奇伟戏是百戏的雛形。百戏於漢朝時開始出現。當時西域等地方的杂技、歌舞等表演艺术传入中原，這些節目再與中原自己的艺术表演形式汇聚，就促成了百戏的产生。這時的百戲主要由國家組織表演。節目有杂技、幻术、角抵、驯兽表演、象人之戏、俳优谐戏等内容。南北朝时期，寺院中的百戏表演規模較大。唐朝时，百戏增加了武术、歌舞等節目以及來自西域的內容。宋朝時，每逢節日都會舉行百戲表演。同時一些表演節目开始脱离百戏独立出去，並且百戲走向民間。元朝以后，百戏之下的各个表演節目纷纷独立，最终百戏逐漸消失。